# Bačov

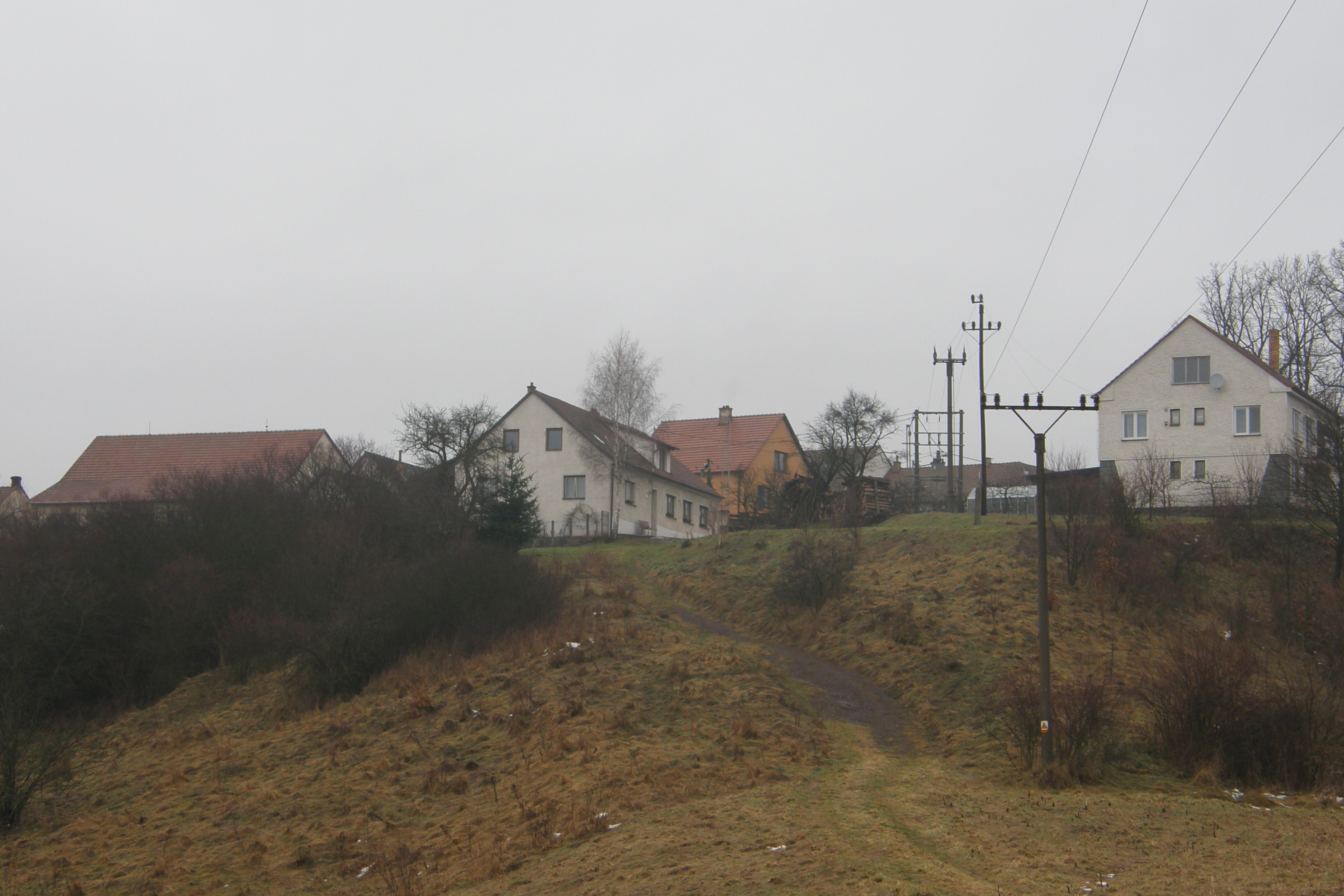
Ortsansicht

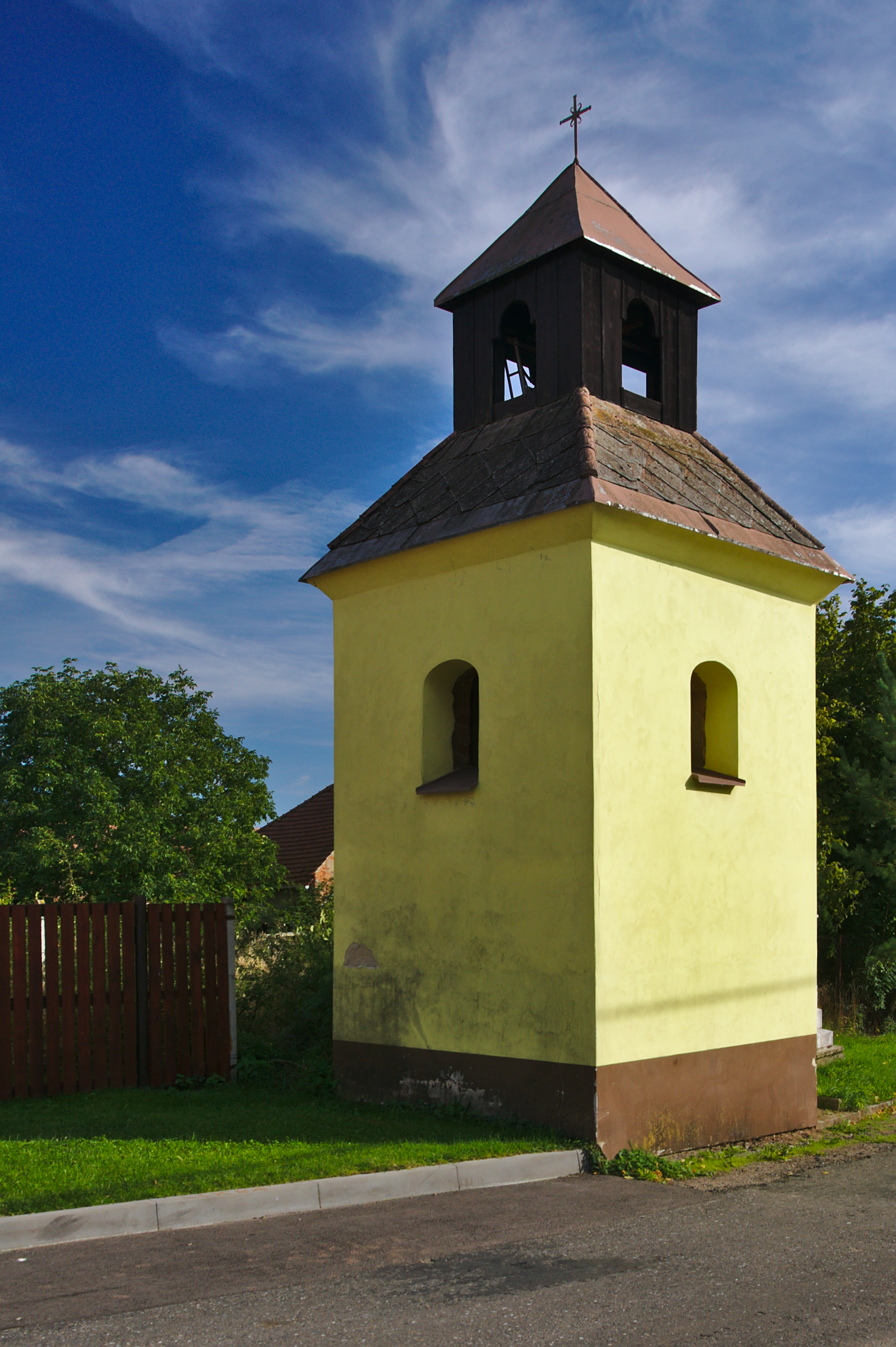
Glockenturm

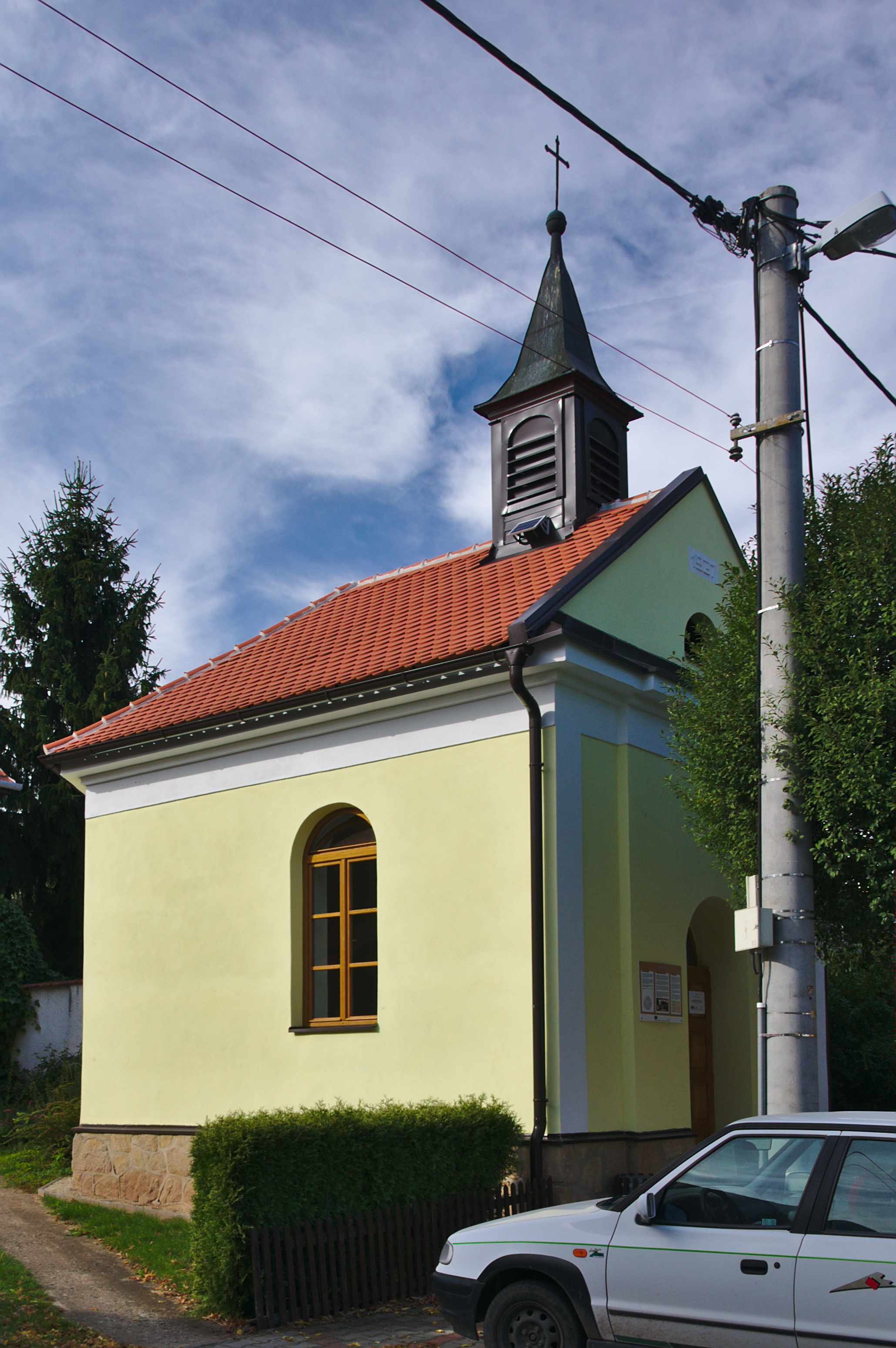
Kapelle Heiligstes Herz Jesu

Bačov (deutsch Batschow, 1939–45 Batschau) ist ein Ortsteil der Stadt Boskovice in Tschechien. Er liegt fünf Kilometer nördlich von Boskovice und gehört zum Okres Blansko.

## Geographie
Das Hufendorf Bačov befindet sich rechtsseitig des Baches Semíč auf einem erhöhten Platz in der Boskowitzer Furche. Südlich erhebt sich die Pyramida (391 m n.m.), im Südwesten die Hodišky (410 m n.m.). Östlich und südlich des Dorfes liegen die Dämme und Brücken der unvollendeten Reichsautobahn Wien–Breslau, auf deren Trasse die Autobahn 43 entstehen soll. 
Nachbarorte sind Amerika und Pamětice im Norden, Knínice im Nordosten, Sudice im Osten, Pastvisko im Südosten, Boskovice und Chrudichromy im Süden, Hodiška, Pod Bačovem und Svitávka im Südwesten, Míchov und Podolí im Westen sowie Vísky im Nordwesten.

## Geschichte
Die erste urkundliche Erwähnung erfolgte 1333 als der Vikar Zdeniek von Paczow der Olmützer Kirche einen jährlichen Zins von dem Dorf verschrieb. Im Jahre 1355 verglich sich Zdeněk mit seinem Bruder Medwiedek wegen des Besitzes in Paczow. Medwiedek von Baczow verkaufte 1377 seinem Sohn Zdislaw einen Hof in Paczow mit den zugehörigen Wäldern, der daraufhin seiner Frau Anna darauf ein Heiratsgut anwies. Ulrich von Boskowitz einigte sich 1382 mit Margarethe von Deblin und deren Sohn Johann wegen des Dorfes Paczow sowie deren Besitz in Oleschnitz, Bochnunow und weiteren Dörfern. Tas von Boskowitz und Brandýs veräußerte 1391 zusammen mit verschiedenen Anteilen von Suditz, Pamietitz und Wokow auch eine Lahn und ein Gehöft in Paczow an Heralt von Kunstadt. Mathias Nahradek von Paczow erwarb 1420 einen Freihof in Paczow von Peter von Ledecz sowie von Johann von Malhotitz dessen Zinsansprüche von dem Dorf. Im Jahre 1437 hielt Jitka von Petrowitz einen Anteil von Paczow und nahm darauf ihren Mann Zawisch von Martinitz in Gemeinschaft. Niklas von Poczenitz und seine Brüder überschrieben den Hof und die Feste Paczow 1499 in der Landtafel dem Christoph Kubloch von Warnsdorf. Im Jahre 1511 veräußerten dessen Testamentsvollstrecker das Gut Paczow an den Besitzer der Herrschaft Boskowitz, Jaroslaw von Boskowitz-Triebau. Im Laufe der Zeit wandelte sich der Ortsname zu Baczow. Christoph von Boskowitz veräußerte 1547 die Burg Boskowitz mit allem Zubehör, darunter auch Baczow, an Simon Eder von Sstiawnitz. Dessen Sohn Veit verkaufte die Herrschaft 1568 an Jaroš von Zástřizl. Mit Johann Wenzel von Zástřizl erlosch das Geschlecht 1687 im Mannesstamme und wurde von den Grafen von Dietrichstein beerbt. 
Im Jahre 1834 bestand das im Brünner Kreis gelegene Dorf Batschow bzw. Baczow aus 19 Häusern mit 109 mährischsprachigen Einwohnern, darunter einigen Protestanten H.B. Haupterwerbsquelle bildete die Landwirtschaft. Pfarr- und Schulort war Wissek, der Amtsort Boskowitz. Bis zur Mitte des 19. Jahrhunderts blieb Batschow der Allodialherrschaft Boskowitz untertänig.
Nach der Aufhebung der Patrimonialherrschaften bildete Bačov / Batschow ab 1850 eine Gemeinde im Gerichtsbezirk Boskowitz. Der Boskowitzer Großgrundbesitz ging 1856 an die Freiherren von Mensdorff-Pouilly über. Ab 1869 gehörte Bačov zum Bezirk Boskowitz; zu dieser Zeit hatte das Dorf 104 Einwohner und bestand aus 20 Häusern. Im Jahre 1900 hatte Bačov 112 Einwohner, 1910 waren es 146. Nach dem Ersten Weltkrieg zerfiel der Vielvölkerstaat Österreich-Ungarn, das Dorf wurde 1918 Teil der neu gebildeten Tschechoslowakischen Republik. Beim Zensus von 1921 lebten in den 23 Häusern von Bačov 148 Tschechen. 1930 lebten in den 24 Häusern von Bačov 117 Menschen. Von 1939 bis 1945 gehörte Bačov / Batschau zum Protektorat Böhmen und Mähren. Im Jahre 1939 begann der Bau der Reichsautobahn Wien–Breslau durch die Boskowitzer Furche; für die aus entfernten Orten stammenden Arbeiter wurde bei Bačov das aus mehreren Wohn- und Gemeinschaftsbaracken bestehende „Arbeitslager Dinkelsbühl“ angelegt. 
Wegen des Zweiten Weltkrieges wurde der Autobahnbau im Februar 1942 eingestellt. Fertiggestellt waren der 42 m hohe Damm mit zwei Durchlässen für die Landstraße nach Boskowitz und den Bach Semitsch. Vorgesehen war auch eine Raststätte; zu diesem Zweck wurde neben der Trasse ein Schüttkegel angelegt, der heute den Namen „Pyramida“ trägt. 1950 lebten 98 Menschen in Bačov. Im Zuge der Gebietsreform von 1960 wurde der Okres Boskovice aufgehoben und die Gemeinde dem Okres Blansko zugeordnet. Am 1. Januar 1981 wurde Bačov nach Boskovice eingemeindet. Im Jahre 2001 bestand das Dorf aus 31 Wohnhäusern, in denen 74 Menschen lebten.

## Ortsgliederung
Der Ortsteil Bačov bildet einen Katastralbezirk.

## Sehenswürdigkeiten
- Kapelle des Heiligsten Herzens Jesu, auf dem Dorfanger. An der Wand ist eine Gedenktafel für die Gefallenen des Ersten Weltkrieges angebracht.
- Glockenturm, auf dem Dorfanger
- Mehrere Flurkreuze
- Gedenkstein für die Opfer des Zweiten Weltkrieges
- Damm der unvollendeten Reichsautobahn Wien–Breslau; südöstlich von Bačov befinden sich zwei gut erhaltenen Paraboldurchlässe für die Landstraße nach Boskovice und den Bach Semíč. Der südlich des Dorfes gelegene Hügel Pyramida ist ebenfalls ein Relikt des Autobahnbaus.
- Naturdenkmal Bačov, westlich des Dorfes am Hang zum Tal des Bačovský potok